# 恐ろしき四月馬鹿
『恐ろしき四月馬鹿』（おそろしきエイプリル・フール）は、1921年（大正10年）に横溝正史が発表した短編探偵小説で、処女作である。雑誌『新青年』に懸賞小説として応募し、一等に当選、同誌1921年4月号に掲載された。
執筆時の横溝の年齢は18歳という若さであったが、この時点では専業作家になる気はなく、大阪薬学専門学校に入学して、卒業後は実家の生薬屋で働くなど文筆業からは距離を置いていた。横溝は後に江戸川乱歩に引き立てられて『新青年』の編集者や、自ら探偵小説家として活躍することになるが、実は乱歩よりデビューが早かった（乱歩の処女作『二銭銅貨』は1923年）。

## あらすじ
4月1日の午前3時、M中学校の寄宿舎に寝ていた一学生の葉山はふと目を覚まし、同室者の栗岡が鮮血に染まったシャツと短刀を行李に詰め込むのを目撃する。そしてその日の朝、寄宿舎の一室で、鮮血に染められたベッドシーツと、粉々になった石膏細工の破片が発見される。どうやら、その室にいた小崎という学生が深夜に何者かに殺されたらしいのだが、肝心の遺体がなく、部屋には格闘のあとがあるにもかかわらず、両隣の部屋の学生は誰も物音を聞いた者がいなかった。
葉山の訴えにより、容疑者となった栗岡。彼の部屋からは動かすことのできない証拠の数々が発見される。しかし、栗岡は何も語らず、ただ黙するのみであった。
ほどなくして、小崎の死体が古井戸から発見される。

## おもな登場人物
葉山
M中学校の寄宿舎の学生の葉山。栗岡の奇怪な行動を目撃する。
栗岡
葉山の同室者。4月1日の深夜に鮮血に染まったシャツと短刀を行李に詰め込む。これを見ていた葉山に訴えられ、小崎殺しの容疑者となるが、予審では黙して何も語ろうとしない。
小崎
寄宿者の一人。4月1日の深夜に何者かに殺された。
速水
学生の一人。彼のみ陪審に加わらなかった。